# Юрій Кекі
Юрій Кекі (італ. Jury Chechi, 11 жовтня 1969) — італійський гімнаст, олімпійський чемпіон.

## Біографія
Юрій Кекі народився 1969 року в Прато. Батьки назвали його на честь радянського космонавта Юрія Гагаріна. Юрій був слабкою дитиною, але коли йому було 7 років і сестра стала займатися гімнастикою в гімнастичному товаристві «Етрурія», то він теж вирішив туди ходити на заняття. Батьки підтримали вибір сина. 1977 року Юрій виграв чемпіонат регіону Тоскана.
1984 року Кекі увійшов у національну юнацьку збірну з гімнастики і переїхав до Варезе, щоб займатись у залі знаменитого спортивного товариства «Варезе». Тренуючись під керівництвом Бруно Франческетті, Юрій від 1989 до 1995 року шість разів поспіль ставав чемпіоном Італії, перемагав на Середземноморських іграх, Універсіадах, 4 рази ставав чемпіоном Європи, і 6 разів — чемпіоном світу.
У 1988 році Юрій Кекі взяв участь у Олімпійських іграх у Сеулі, але невдало. При підготовці до Олімпійських ігор 1992 року в Барселоні він пошкодив ахіллове сухожилля і не зміг узяти в них участі як спортсмен, але вирушив до Іспанії в ролі телекоментатора. Після того, як з 1993 по 1997 рік він 5 разів поспіль ставав чемпіоном світу у вправах на кільцях, преса стала називати його «Володарем перснів» (натякаючи на роман Дж. Толкіна, який був однією з улюблених книг Юрія). У 1996 році йому вдалося, нарешті, завоювати золоту олімпійську медаль на Іграх в Атланті.
1997 року Юрій Кекі оголосив про закінчення спортивної кар'єри, але два роки по тому повернувся до змагань. У 2000 році, готуючись до Олімпійських ігор у Сіднеї, він серйозно пошкодив сухожилля на руці, і здавалося, що тепер йому доведеться назавжди залишити спорт. Проте 2003 року він пообіцяв батькові, що повернеться до тренувань на Олімпійські ігри в Афінах. На відкритті Олімпіади-2004 Юрій Кекі був прапороносцем італійської збірної, і в підсумку, несподівано для всіх, завоював бронзову медаль. Після цього він став командором ордена «За заслуги перед Італійською Республікою».
Невдовзі після остаточного відходу зі спорту Кекі здобув ступінь Honoris causa в галузі фізвиховання від Університету регіону Молізе. 10 лютого 2006 року взяв участь в церемонії відкриття Зимових Олімпійських ігор у Турині. Нині знімається в телесеріалах, бере участь в телепрограмах і займається громадською діяльністю.

## Виступи на Олімпіадах
| Олімпіада    | Дисципліна       | Місце              |
| ------------ | ---------------- | ------------------ |
| Сеул 1988    | абсолютний залік | 17                 |
| Сеул 1988    | командний залік  | 8                  |
| Сеул 1988    | вільні вправи    | 15T (кваліфікація) |
| Сеул 1988    | опорний стрибок  | 33T (кваліфікація) |
| Сеул 1988    | паралельні бруси | 18T (кваліфікація) |
| Сеул 1988    | перекладина      | 66T (кваліфікація) |
| Сеул 1988    | кільця           | 6T                 |
| Сеул 1988    | кінь             | 22T (кваліфікація) |
| Атланта 1996 | абсолютний залік | 17T                |
| Атланта 1996 | командний залік  | 12                 |
| Атланта 1996 | вільні вправи    | 47T (кваліфікація) |
| Атланта 1996 | опорний стрибок  | 20T (кваліфікація) |
| Атланта 1996 | паралельні бруси | 87 (кваліфікація)  |
| Атланта 1996 | перекладина      | 65 (кваліфікація)  |
| Атланта 1996 | кільця           | 1                  |
| Атланта 1996 | кінь             | 39T (кваліфікація) |
| Афіни 2004   | абсолютний залік | 85                 |
| Афіни 2004   | командний залік  | 12 (кваліфікація)  |
| Афіни 2004   | паралельні бруси | 30T (кваліфікація) |
| Афіни 2004   | кільця           | 3                  |
| Афіни 2004   | кінь             | 54 (кваліфікація)  |